# Исламские праздники
Исла́мские пра́здники — религиозные праздники, отмечаемые мусульманами во всём мире. Празднуются ежегодно по лунному исламскому календарю, летоисчисление по которому ведётся с 16 июля 622 года (от Хиджры). Мусульманский календарь состоит из 12 лунных месяцев и содержит около 354 дней, что на 10 или 11 дней меньше солнечного года. По этой причине дни мусульманских религиозных праздников каждый год сдвигаются относительно григорианского календаря.
Мусульмане всего мира традиционно празднуют два главных праздника (идейн): праздник разговения (Ураза-байрам) и праздник жертвоприношения (Курбан-байрам).
Новый год по исламскому календарю начинается 1-го числа месяца Мухаррам. В большинстве мусульманских стран Новый год не отмечают как праздник в понимании других народов.
В 10-й день месяца Мухаррам, в День Ашура, суннитами соблюдается добровольный пост, а шиитами — обязательный пост — в этот день они поминают внука пророка Мухаммеда Хусейна ибн Али (626—680 гг.), павшего мученической смертью в битве при Кербеле.
Помимо этого, некоторые мусульмане также празднуют день рождения (мавлид) пророка Мухаммеда, Ночь вознесения, Ночь предопределения и другие памятные дни и ночи. Шииты особо почитают Гадир Хум, Ташуа, Арбаин и другие праздники и траурные дни.

## Идейн
Идейн (араб. عيدين‎ [‘и́дайн]) — в переводе с арабского языка означает «два праздника». Под двумя праздниками мусульмане обычно понимают праздник разговения и праздник жертвоприношения, которые были установлены ещё при жизни пророка Мухаммеда.

### Праздник разговения
Праздник разговения (Ид аль-Фитр, Ураза-байрам) — отмечается по завершении поста в Священный месяц Рамадан.

### Праздник жертвоприношения
Праздник жертвоприношения (Ид аль-Адха, Курбан-байрам) — отмечается на десятый день месяца Зуль-хиджа. Является кульминацией Хаджа. В этот день имеющие возможность режут жертвенное животное — барана, верблюда или корову, быка.

## Памятные дни и ночи
Помимо двух праздников у мусульман есть особо почитаемые даты (дни и ночи), которые не отмечаются так же широко как праздник разговения и жертвоприношения, но в некоторых мусульманских странах их всё же отмечают.
- 7 Мухаррам — поход на Хайбар.
- 27 Сафар — ночь переселения пророка Мухаммеда из Мекки в Медину (хиджра).
- 7 Раджаб — Хиджра в Эфиопию.
- 1 Рамадан — начало поста в священный месяц Рамадан.
- 17 Рамадан — битва при Бадре.
- 21 Рамадан — капитуляция Мекки.
- 9 Шавваль — битва при Ухуде.
- 10 Шавваль — битва при Хунайне.
- Шавваль — битва у рва.
- 6 Зу ль-Када — договор при Худайбии.

## Новый год по Хиджре
Наступление нового года по Хиджре. Первый день священного месяца Мухаррам. В большинстве мусульманских стран Новый год не отмечают как праздник в понимании других народов. В этот день в мечетях читают проповедь, посвящённую переселению (хиджре) пророка Мухаммеда из Мекки в Медину в 622 году — отправной точке мусульманского лунного календаря.

## День Ашура
10-й день месяца Мухаррам — День Ашура. На этот день, согласно сборникам суннитских хадисов, приходятся сотворение Небес, Земли, ангелов, первого человека — Адама. Светопреставление (апокалипсис, конец света) также наступит в день Ашура.
У мусульман суннитов в этот день желателен пост (ураза), а у шиитов этот пост обязателен, так как день Ашура совпал с главной датой шиитского религиозного календаря — днём поминовения внука пророка Мухаммеда Хусейна (626—680 гг.), который в этот день пал смертью шахида (борца за веру).

## День рождения Пророка
День рождения Пророка Мухаммеда (Маулид ан-Наби) — отмечается 12-го числа месяца Раби аль-авваль. Рождение Мухаммеда стали отмечать лишь спустя 300 лет после прихода ислама. Поскольку точная дата рождения Мухаммеда неизвестна, этот памятный день был приурочен ко дню его смерти, что накладывает отпечаток на характер торжества. В исламе дни рождения отмечаются скромно, а иногда и вовсе не отмечаются, в то время как даты смерти, понимаемые как рождение для вечной жизни, отмечаются более торжественно.

## Ночь Рагаиб (Ночь Даров)
Лейлят аль-Рагаиб или Ночь Рагаиб (Ночь Даров) — не является официальной памятной датой, не включена в исламские календари, не отмечается ни в одной арабской стране. В некоторых странах по традиции отмечается в канун первой пятницы месяца Раджаб (6 Раджаба). Праздник посвящён памяти о дне бракосочетания родителей Пророка Мухаммеда — Абдуллы ибн Абд аль-Мутталиба и Амины бинт Вахб, и его зачатия. Накануне этого дня мусульмане читают особые «молитвы даров» (салат ар-рагаиб). Обычно в этот день мусульмане собираются в мечетях, чтобы совершить коллективную молитву и выслушать проповедь имама, в которой имам рассказывает о значении этого события. О запретности празднования ночи Рагаиб говорили имамы ан-Навави, Нуруддин аль-Макдиси, Ибн Хаджар аль-Аскаляни и другие исламские богословы.

## Ночь вознесения пророка Мухаммеда
Исра и Мирадж — праздник вознесения пророка на небеса. Это праздник в ознаменование чудесного путешествия (исра) пророка Мухаммеда из Мекки в Иерусалим и его вознесение (мирадж) к небесному престолу Аллаха. Это событие произошло 27 Раджаба 621 года и отмечается во многих мусульманских странах. Ночь 27 Раджаба мусульмане проводят в бдении, читают Коран, молятся и пересказывают предание о чудесном вознесении пророка.

## Ночь Бараат
Лейлят-аль-Бараа ليلة البراءة (ночь очищения) или ليلة البركة (благодатная ночь) — так называют ночь половины месяца Шаабан в календаре Хиджра ليلة النصف من شعبان (лейлат аль-нусеф мин шаабан). Памятная дата, которая отмечается в ночь с 14 на 15 Шаабана по Хиджре. Это ночь благосклонности Бога к молитвам верующих, освобождения, отпущения грехов, очищения. Барака в переводе с арабского بركة означает «благодать». В ночь Бараат мусульмане обычно проводят в бдении, читают Коран и молятся. У этой ночи ещё несколько названий, и все они равносильны ليلة الدعاء ночь молитв, ليلة الاجابة ночь ответа, ليلة القسمة ночь наделения (Бог уделяет каждому его долю), ليلة المباركة ночь благословения.

## Ляйлят аль-кадр (Ночь Могущества, Предопределения)
В Священном для всех мусульман месяце Рамадан есть ночь Ляйлят уль-кадр (Ночь Могущества, Предопределения) — самая значимая ночь. Первые суры Священного Корана были ниспосланы пророку Мухаммеду именно в эту ночь. Точная дата этой ночи неизвестна, наиболее вероятным считаются последние дни месяца Рамадан, среди которых особенно выделяются нечётные дни, но многие богословы обращают внимание на ночь двадцать седьмого дня месяца Рамадан, говоря, что это наиболее вероятное время.

## День Арафат
День Арафат отмечается 9-го Зуль-Хиджа. День посещения участниками Хаджа горы Арафат возле Мекки, где паломники совершают намаз у подножия. Гора Арафат — это то место, где, по легенде, встретились Адам и Ева после изгнания из рая.

## Дни ат-Ташрик
Дни Ат-Ташрик — продолжение Праздника жертвоприношения, 11, 12 и 13-е Зуль-Хиджа. Паломники совершающие хадж отправляются в долину Мина в ночь первого из дней Ат-Ташрик и ночуют там. Начиная с утреннего намаза дня Ташрик до послеполуденного намаза третьего дня Ташрик мусульмане, после коллективных намазов, читают такбир под названием такбир Ташрик.

## Шиитские праздники и траурные дни
Шиитские праздники и траурные дни отличаются от суннитских.
| Дата              | Название                        | Персидское название                   | Примечания                                                           |
| 9 мухаррам        | Ташуа имама Хусейна             | تاسوعا                                |                                                                      |
| 10 мухаррам       | Ашура                           | عاشورا                                | День поминовения имама Хусейна.                                      |
| 20 сафар          | Арбаин                          | اربعین                                | Страдания имама Хусейна.                                             |
| 28 сафар          | День смерти пророка Мухаммеда   | وفات حضرت محمد و شهادت امام حسن مجتبی |                                                                      |
| 29 сафар          | Страдания имама Резы            | شهادت امام رضا                        |                                                                      |
| 17 раби аль-аввал | День рождения пророка Мухаммеда | ولادت حضرت محمد و امام جعفر صادق      |                                                                      |
| 3 джумада ас-сани | Страдания Фатимы                | شهادت حضرت فاطمه                      |                                                                      |
| 13 раджаб         | День рождения имама Али         | ولادت حضرت علی                        |                                                                      |
| 27 раджаб         | Восхождение (?) пророка         | بعثت حضرت محمد                        |                                                                      |
| 15 шаабан         | День рождения имама Махди       | ولادت حضرت مهدی                       |                                                                      |
| 21 рамадан        | Страдания имама Али             | شهادت حضرت علی                        |                                                                      |
| 1 шавваль         | Ид аль-Фитр                     | عید فطر                               | Окончание священного месяца Рамадан.                                 |
| 25 шавваль        | Страдания имама Джафара         | شهادت امام جعفر صادق                  |                                                                      |
| 10 зуль-хиджа     | Ид аль-Адха                     | عید قربان                             | Праздник жертвоприношения (Курбан-байрам).                           |
| 18 зуль-хиджа     | Гадир-Хум                       | عید غدیر                              | день передачи власти Али ибн Абу Талибу от пророка Мухаммеда.        |
| 24 зуль-хиджа     | Ид аль-Мубахиля                 | عید مباهله                            | день когда произошли дебаты между пророком Мухаммедом и христианами. |

## Таблица исламских праздников по григорианскому календарю
| Праздничные дни | по хиджре          | 1432 хиджры     | 1433 хиджры     | 1434 хиджры     | 1435 хиджры     | 1439 хиджры      |
| --------------- | ------------------ | --------------- | --------------- | --------------- | --------------- | ---------------- |
| Новый год       | 1 мухаррам         | 7 декабря 2010  | 26 ноября 2011  | 15 ноября 2012  | 4 ноября 2013   | 21 сентября 2017 |
| День Ашура      | 10 мухаррам        | 16 декабря 2010 | 5 декабря 2011  | 24 ноября 2012  | 13 ноября 2013  | 30 сентября 2017 |
| Мавлид ан-Наби  | 12 раби аль-авваль | 15 февраля 2011 | 4 февраля 2012  | 24 января 2013  | 13 января 2014  | 30 ноября 2017   |
| Ночь Рагаиб     | 6 раджаб           | 8 июня 2011     | 26 мая 2012     | 17 мая 2013     | 6 мая 2014      | 23 марта 2018    |
| Мирадж          | 27 раджаб          | 29 июня 2011    | 17 июня 2012    | 6 июня 2013     | 26 мая 2014     | 13 апреля 2018   |
| Ночь Бараат     | 15 шаабан          | 16 июля 2011    | 5 июля 2012     | 24 июня 2013    | 13 июня 2014    | 1 мая 2018       |
| Рамадан         | 1 рамадан          | 1 августа 2011  | 20 июля 2012    | 9 июля 2013     | 28 июня 2014    | 16 мая 2018      |
| Ночь аль-Кадр   | 27 рамадан         | 27 августа 2011 | 15 августа 2012 | 4 августа 2013  | 24 июля 2014    | 11 июня 2018     |
| Ураза-байрам    | 1 шавваль          | 30 августа 2011 | 19 августа 2012 | 8 августа 2013  | 28 июля 2014    | 15 июня 2018     |
| День Арафат     | 9 зуль-хиджа       | 5 ноября 2011   | 25 октября 2012 | 14 октября 2013 | 3 октября 2014  | 21 августа 2018  |
| Курбан-байрам   | 10 зуль-хиджа      | 16 ноября 2010  | 6 ноября 2011   | 26 октября 2012 | 15 октября 2013 | 21 августа 2018  |